# Hans-Jochen Vogel

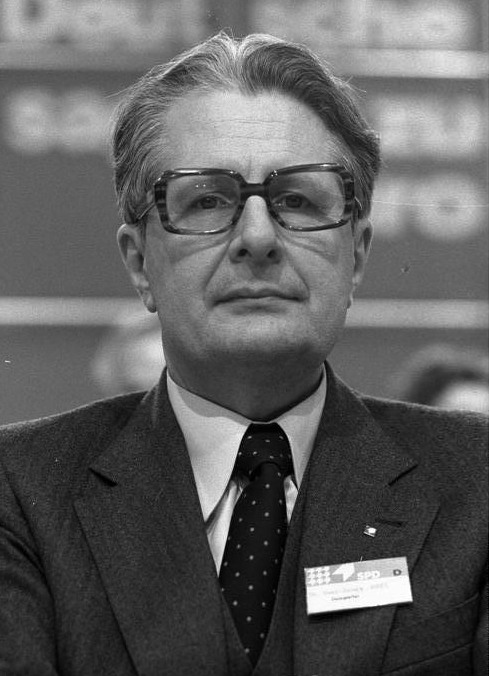
Hans-Jochen Vogel (1978)

Hans-Jochen Vogel (* 3. Februar 1926 in Göttingen; † 26. Juli 2020 in München) war ein deutscher Politiker (SPD).
Vogel war von 1960 bis 1972 Oberbürgermeister von München. Von 1972 bis 1981 und erneut von 1983 bis 1994 gehörte er dem Deutschen Bundestag an. Er war von 1972 bis 1974 Bundesminister für Raumordnung, Bauwesen und Städtebau, danach bis 1981 Bundesminister der Justiz. In West-Berlin war er von Januar bis Juni 1981 Regierender Bürgermeister und bis 1983 Mitglied des Abgeordnetenhauses.
Nach dem Ende der Kanzlerschaft Helmut Schmidts war er Kanzlerkandidat der SPD bei der Bundestagswahl 1983, scheiterte jedoch gegen die neu formierte Koalition aus CDU/CSU und FDP. Von 1983 bis 1991 war er in der Nachfolge Herbert Wehners Vorsitzender der SPD-Bundestagsfraktion und von 1987 bis 1991 als Nachfolger Willy Brandts Parteivorsitzender der SPD.

## Herkunft und Werdegang
Hans-Jochen Vogel war der Sohn von Hermann Vogel (1895–1974) und dessen Frau Caroline, geb. Brinz. Sein Bruder war der ehemalige Ministerpräsident von Rheinland-Pfalz und Thüringen, Bernhard Vogel (CDU). Sein Großvater war der Tiermediziner Leonhard Vogel (1863–1942). Hermann Vogel war zunächst Diplom-Landwirt, habilitierte sich an der Universität Göttingen und wurde im Wintersemester 1934/35 Ordinarius für Tierzucht und Milchwirtschaft an der Universität Gießen. Sohn Hans-Jochen besuchte zuerst das Max-Planck-Gymnasium in Göttingen und von 1935 bis 1943 in Gießen das Landgraf-Ludwigs-Gymnasium. Zu seiner Gymnasialzeit in Gießen gehörte er als Scharführer der Hitlerjugend an. Im März 1943 bestand er die Abiturprüfungen und erwarb die allgemeine Hochschulreife.
Im Sommersemester 1943 begann er ein Studium der Rechtswissenschaft an der Ludwig-Maximilians-Universität München und gehörte dort der Kameradschaft „Prinz Eugen“ des NSD-Studentenbundes an. Die Altherrenschaft dieser SC-Kameradschaft bildete das vormalige Corps Suevia München. Im Gegensatz zu anderen Kameraden schloss sich Vogel nach dem Krieg nicht der wiederentstandenen Suevia an. Er meldete sich im Juli 1943 freiwillig zur Wehrmacht, um dem intensiven Werben der Waffen-SS zu entgehen. Nach zweimaliger Verwundung an der italienischen Front geriet Vogel Ende April 1945 als Unteroffizier in die Kriegsgefangenschaft der US-Armee.
Zum Wintersemester 1946/47 setzte er das Studium der Rechtswissenschaft an der Universität Marburg fort, das er 1948 mit dem ersten Staatsexamen und der Note „gut“ beendete. 1950 folgte an der Universität München seine Magna-cum-laude-Promotion zum Dr. jur. Die Arbeit hatte den Titel Der Irrtum des Täters über die Rechtmäßigkeit der Amtsausübung in § 113 StGB und die Zuständigkeit der Behörde in § 156 StGB.
1951 absolvierte er das zweite juristische Staatsexamen in Bayern als Bester aller Prüfungsteilnehmer (Platznummer 1), weshalb er von Journalisten bisweilen als „Einserjurist“ bezeichnet wurde. Er hatte aber nicht mit der Note „sehr gut“ bestanden, sondern mit 2,3 oder 2,5 der damaligen Notenskala, wie er selbst klarstellte.
1952 trat er als Assessor in das Bayerische Staatsministerium der Justiz ein. 1954 erfolgte seine Ernennung zum Amtsgerichtsrat in Traunstein. Von 1955 bis 1958 war er als Justizbeamter in der Bayerischen Staatskanzlei tätig. Von 1958 bis 1991 (Erreichen des Pensionsalters) war Hans-Jochen Vogel als bayerischer Justizbeamter beurlaubt.

## Politische Laufbahn
Mit der Vielzahl der von ihm bekleideten politischen Spitzenämter nahm Hans-Jochen Vogel als deutscher Sozialdemokrat in der zweiten Hälfte des 20. Jahrhunderts eine Sonderstellung ein. Über Regierungsfunktionen in zwei Ländermetropolen und zwei Bundesministerien hinaus führte Vogel die SPD zeitweise als Kanzlerkandidat, als Bundestagsfraktionsvorsitzender und als Parteivorsitzender. Allein für die 12 Jahre als Münchner Oberbürgermeister (OB) taxierte Vogel die von ihm bestrittenen Wahlveranstaltungen der SPD auf 500 und die gehaltenen Reden auf etwa 1.000.

### Anfänge und Aufstieg in der SPD
In die SPD trat Hans-Jochen Vogel 1950 ein. Seine politische Karriere in der SPD begann 1958 mit der Wahl zum Stadtrat als Leiter des Rechtsreferats der Landeshauptstadt München. Ab 1970 war er Mitglied im SPD-Bundesvorstand, von 1972 bis 1977 Landesvorsitzender der SPD Bayern und von 1972 bis 1991 Mitglied des SPD-Präsidiums. Vogel kandidierte auf verschiedenen Ebenen als Spitzenkandidat seiner Partei. Bei der Landtagswahl in Bayern 1974 forderte er erfolglos den Ministerpräsidenten Alfons Goppel (CSU) heraus.

### Oberbürgermeister von München

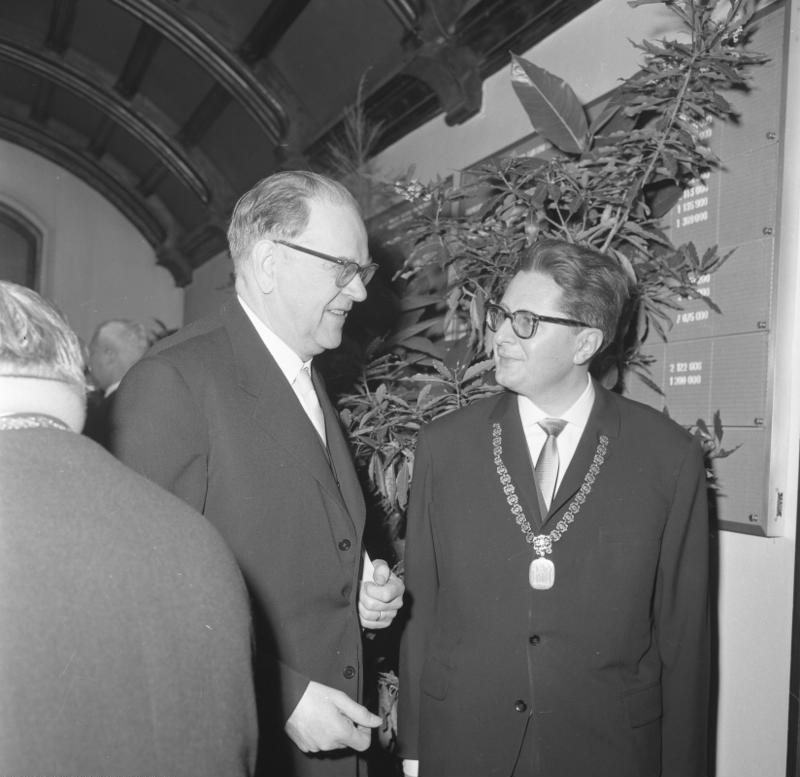
Vogel (rechts) als OB von München mit dem schwedischen Ministerpräsidenten Tage Erlander, 1964

Am 27. März 1960 wurde Hans-Jochen Vogel mit gerade 34 Jahren als Nachfolger des Sozialdemokraten Thomas Wimmer zum OB von München gewählt. Binnen weniger Wochen nach seiner Wahl reorganisierte er die Leitung der Rathausgeschäfte und unterstellte dabei unter anderem das Stadtplanungsamt unmittelbar der eigenen Zuständigkeit. Den im Juli 1963 beschlossenen Stadtentwicklungsplan, der die städtebauliche und verkehrsmäßige Ordnung Münchens für die kommenden 30 Jahre anvisierte, unterfütterte Vogel innerhalb von vier Jahren durch eine annähernde Verdreifachung des damit befassten Personals auf 120 Mitarbeiter. Wichtige Errungenschaften dieser beispielgebenden Neuerung waren für Vogel unter anderem eine für Alternativen offene Langzeit-Entwicklungsprognose für München, die Anstoßfunktion für regionale Entwicklungsplanung sowie die Schaffung eines ausgedehnten Fußgängerbereichs im Münchner Zentrum; auch die Planung eines leistungsfähigen öffentlichen Personennahverkehrs durch die Schaffung eines S- und U-Bahn-Netzes geht auf den Stadtentwicklungsplan zurück.
Von 1964 bis 1972 war Vogel Präsident des Bayerischen Städtetags und 1971 Präsident des Deutschen Städtetags. Gegen Ende von Vogels erster Amtszeit als Münchner OB fiel die Entscheidung für die Bewerbung der Stadt um die Olympischen Sommerspiele 1972. Nachdem Willi Daume als Präsident des Nationalen Olympischen Komitees für Deutschland (NOK) Vogel diesen Vorschlag unterbreitet und zunächst bei Ministerpräsident Goppel die Zusage zu einer angemessenen Beteiligung an der Finanzierung erhalten hatte, holte er schließlich im November 1966 zusammen mit Daume bei Bundeskanzler Ludwig Erhard Finanzierungszusagen des Bundes ein. Bei der Wiederwahl zum Münchner OB im März 1966 entfielen auf Vogel 78 Prozent der Stimmen. Während der entscheidenden Tagung des Internationalen Olympischen Komitees (IOC) in Rom 1966 warben Daume und Vogel gegen die Konkurrenz von Detroit, Madrid und Montreal erfolgreich für München als Austragungsort der Sommerspiele 1972. Von 1966 bis 1972 war Vogel Vizepräsident der Olympia-Baugesellschaft und im selben Zeitraum Vizepräsident des Organisationskomitees für die Olympischen Sommerspiele 1972. 1970 initiierte er mit dem Stadtrat für München die Kommission für Stadtgestaltung.
Parallel zur Olympiaplanung und -finanzierung beschäftigten den Münchner OB Vogel in seiner zweiten Amtszeit auch die lokalen Proteste und Demonstrationen gegen den Vietnamkrieg, gegen den tödlichen Schuss  auf  Benno Ohnesorg bei der Demonstration am 2. Juni 1967 in West-Berlin, gegen die Notstandsgesetze und das Attentat auf Rudi Dutschke, den prominentesten Kopf der Studentenbewegung. Am Übergang zu den 1970er-Jahren nahmen auch in der Münchner SPD jene systemkritischen Kräfte an Gewicht zu, denen die Reformperspektiven des Godesberger Programms der SPD von 1959 nicht genügten. In der Auseinandersetzung mit diesen innerparteilichen Tendenzen war auch der Münchner OB Vogel Anfeindungen ausgesetzt, die ihm die Kandidatur für eine weitere Amtszeit von 1972 bis 1978 verleideten. Vogel warf den Jusos dabei vor, eine „Re-Ideologisierung der Partei im marxistisch-leninistischen Stil“ anzustreben und die Sprache „kommunistischer Agitatoren“ zu sprechen. Vogel selbst hielt die weitere Amtsausübung als Münchner OB auch für unvereinbar mit der ihm angetragenen Funktion des Landesvorsitzenden der bayerischen SPD. Als die Olympischen Spiele im August und September 1972 stattfanden, war nicht mehr Vogel Oberbürgermeister, sondern Georg Kronawitter; Hans-Jochen Vogel verfolgte die Spiele als Zuschauer und Vizepräsident des Organisationskomitees.

### Bundesminister in den Kabinetten Brandt und Schmidt

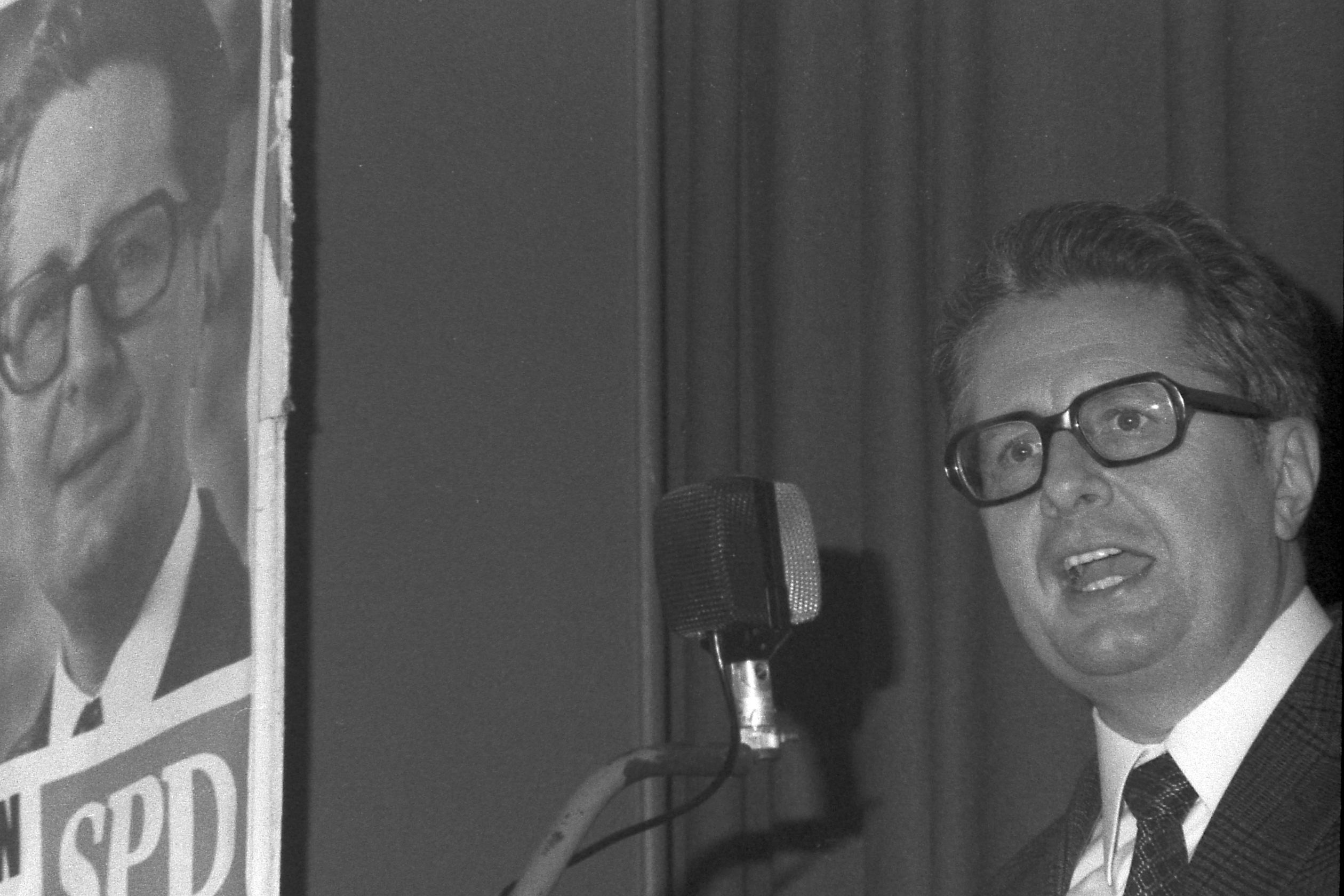
Hans-Jochen Vogel auf einer SPD-Kundgebung kurz vor der Bundestagswahl im November 1972

Angesichts der Münchner SPD-Querelen erwog Vogel zeitweise den gänzlichen Ausstieg aus der Politik, ließ sich aber von Willy Brandt überzeugen, neue Aufgaben in der SPD zu übernehmen: Am 6. Mai 1972 wurde er zum bayerischen Landesvorsitzenden der SPD gewählt; bald danach rückte er anstelle von Karl Schiller in das SPD-Präsidium auf. Bei der für die SPD sehr erfolgreichen Bundestagswahl 1972 wurde Vogel erstmals über die Landesliste Bayern in den Bundestag gewählt. Anschließend berief ihn Bundeskanzler Brandt am 15. Dezember 1972 als Bundesminister für Raumordnung, Bauwesen und Städtebau in sein zweites Kabinett. Die Bilanz der anderthalb Jahre, die Vogel dieses Ressort leitete, fällt für ihn selbst zwiespältig aus: Die seinerzeitige Wohnungsbauförderung könne sich mit ihren Ergebnissen durchaus sehen lassen; und auch die vor allem für die Wiederherstellung und Erhaltung von Innenstadtbereichen verwandten Mittel des Städtebauförderungsgesetzes seien erfolgreich eingesetzt worden. Eine auf Eindämmung der Bodenspekulation gerichtete Bodenrechtsreform sei dagegen im Wesentlichen und anhaltend gescheitert.
Nach dem Rücktritt Willy Brandts und der Wahl Helmut Schmidts zum Bundeskanzler übernahm Hans-Jochen Vogel am 16. Mai 1974 das Amt des Bundesjustizministers. Zwei „heiße Eisen“ bestimmten zu dieser Zeit die Reformagenda im Bereich des Rechts: die Abtreibungsfrage und das Ehescheidungswesen. Die von der sozialliberalen Koalition für Schwangerschaftsabbrüche vorgesehene Fristenregelung scheiterte an einer von der CDU/CSU-Bundestagsfraktion und mehreren unionsgeführten Ländern erhobenen Verfassungsklage, der das Bundesverfassungsgericht mit der Konsequenz folgte, dass bis auf Weiteres ein Indikationenmodell gelten sollte, das neben der medizinischen und ethischen auch eine soziale Indikation für ansonsten strafbewehrte Schwangerschaftsabbrüche enthielt. Bei der Reform des Scheidungsrechts trat an die Stelle des Leitbilds der Hausfrauenehe das der partnerschaftlichen Ehe sowie das Zerrüttungsprinzip, dem gemäß auf individuelle Schuldfeststellung verzichtet werden konnte. Der damit einhergehende Anspruch auf einen Versorgungsausgleich  für geschiedene Ehegatten trug dem für die Reform zuständigen Bundesminister Vogel, wie er rückblickend schreibt, sehr unterschiedliche geschlechtsspezifische Reaktionen ein: Auch üblicherweise auf dem reformerisch-progressiven Flügel anzutreffende männliche SPD-Genossen reagierten aufgebracht, wenn sie selbst von Scheidung betroffen waren.
Bei der Bundestagswahl 1976, wie auch 1980, gewann Vogel das Direktmandat im Wahlkreis München Nord. Eine Herausforderung gerade für den Bundesjustizminister stellte der gegen die staatliche Ordnung und ihre Repräsentanten gerichtete Terror der Rote Armee Fraktion (RAF) dar, der 1976 dazu führte, dass ein neuer Tatbestand der Bildung terroristischer Vereinigungen per Gesetz eingeführt und dafür eine primäre Verfolgungszuständigkeit durch den Generalbundesanwalt geschaffen wurde. Eine besondere Belastungsprobe stellte für Vogel die nach der Ermordung von drei begleitenden Polizeibeamten und des Chauffeurs über sechs Wochen sich hinziehende Entführung von Hanns Martin Schleyer dar, des Arbeitgeberpräsidenten, mit der RAF-Gefangene freigepresst werden sollten. Vogel vertrat in dem unter Vorsitz von Bundeskanzler Helmut Schmidt öfters tagenden Krisengremium hochrangiger Politiker den schon länger eingenommenen Standpunkt, dass der Staat den RAF-Forderungen nicht nachgeben könne, auch um den Terroristen nicht Anreize zu immer neuen derartigen Aktionen zu geben und damit weitere Opfer in der Zukunft zu provozieren. Für den dann durch die Terroristen herbeigeführten Tod Schleyers sieht sich Vogel als Mitverursacher, „auch wenn ich glaubte und heute noch glaube, mir keinen Schuldvorwurf machen zu müssen“. Auch Vogel selbst gehörte zu dieser Zeit zu den vorrangig vom RAF-Terror Bedrohten und stand 17 Jahre rund um die Uhr unter Bewachung von Sicherheitskräften.

### Regierender Bürgermeister von Berlin
Nachdem Dietrich Stobbe am 15. Januar 1981 nach einer gescheiterten Regierungsumbildung im Zuge der Garski-Affäre als Regierender Bürgermeister von Berlin zurückgetreten war, schied Vogel auf ein Ersuchen seiner Berliner Parteifreunde, dem sich die Spitzen der Bundespartei wie auch Mitglieder der Bundesregierung anschlossen, am 22. Januar 1981 aus der Bundesregierung aus. Am Tag danach wurde er zum Regierenden Bürgermeister von Berlin gewählt.
Einem angelaufenen Volksbegehren zur Auflösung des Berliner Abgeordnetenhauses kam Vogel entgegen, indem er von sich aus vorgezogene Neuwahlen des Berliner Abgeordnetenhauses betrieb. Unterdessen war er als Regierungschef mit dem Problem verschärfter Spannungen um Wohnungsleerstände und Hausbesetzungen konfrontiert. Während Vogels Wahlkampfstrategie den Eindruck zu vermitteln suchte, dass der Wechsel in der Berliner Politik unter seiner Führung bereits stattgefunden habe, verwiesen seine konservativen politischen Gegner auf ein zu lasches Vorgehen der Polizei und auf eine vermeintliche Hinnahme von Rechtsbrüchen.
Bei der Wahl am 10. Mai 1981 unterlag Vogels SPD der vom Gegenkandidaten Richard von Weizsäcker geführten CDU. Der Weizsäcker-Senat amtierte ab dem 11. Juni 1981 als Minderheitsregierung. Vogel blieb danach bis 1983 Mitglied des Berliner Abgeordnetenhauses und Vorsitzender der Berliner SPD-Fraktion. Er war der einzige deutsche Politiker, der in zwei Millionenstädten Stadtoberhaupt war.

### Kanzlerkandidat
Durch seine Ämter in der SPD-Parteiführung, im Parteivorstand und in der Grundwertekommission der SPD war Vogel auch über den Wechsel nach Berlin hinaus in alle wichtigen Entwicklungen der bundesdeutschen Politik eingebunden. SPD-interne Widerstände in der Nachrüstungsdebatte einerseits, sozial- und wirtschaftspolitisch motivierte Spannungen in der sozialliberalen Koalition andererseits schwächten in den frühen 1980er-Jahren die Regierung unter Bundeskanzler Helmut Schmidt. Angesichts einer fortschreitenden Erosion in der Regierungskoalition plädierte Vogel im Spätsommer 1982 mit anderen dafür, das Regierungsbündnis seitens der Sozialdemokratie zu beenden, damit nicht unnötig Ansehen verspielt würde und der SPD zumindest eine wirksame Oppositionsrolle erhalten bliebe.
Nach dem Schwenk der FDP-Führung und der Wahl Helmut Kohls zum Bundeskanzler suchte dieser die Bestätigung seiner Regierung in Neuwahlen. Da Helmut Schmidt als Kanzlerkandidat nicht mehr zur Verfügung stand und Johannes Rau die von ihm geführte SPD-Landesregierung in Nordrhein-Westfalen nicht mit einer möglichen Niederlage auf Bundesebene belasten wollte, lief die Kanzlerkandidatur für die SPD nun auf Vogel zu, der sich das Amt nach eigenem Bekunden auch zutraute. Mit 4,7 Prozentpunkten Verlust fiel aber die SPD bei der Bundestagswahl am 6. März 1983 auf 38,2 Prozent Stimmanteil und damit auf den Stand von 1965 zurück, während die Unionsparteien mit 48,8 Prozent ihr zweitbestes Ergebnis seit 1949 einfuhren.

### Vorsitzender der SPD-Bundestagsfraktion

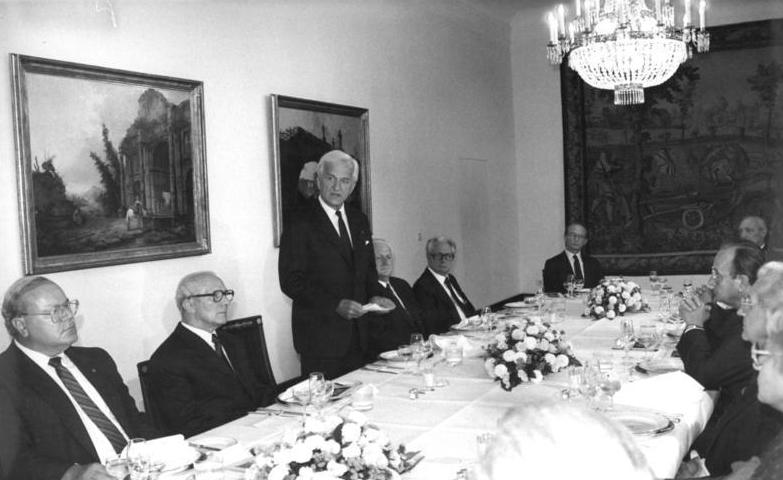
Besuch Honeckers in der BRD, Mittagessen beim Bundespräsidenten am 7. September 1987, v. l. n. r.: Bangemann, Honecker, Weizsäcker, Mittag, Vogel, Bräutigam, Genscher.

Mit der Bundestagswahl 1983 zog Vogel erneut in den Bundestag ein, diesmal als Berliner Abgeordneter (bis zum 8. Juni 1990 also ohne Stimmrecht), der er bis 1994 blieb. „Für lange Manöverkritiken und komplizierte personelle und organisatorische Erörterungen – sonst auch eine sozialdemokratische Lieblingsbeschäftigung nach verlorenen Wahlen –“, schreibt Vogel, „war nach dem 6. März wenig Zeit. Schon zwei Tage später wählte mich die neue Bundestagsfraktion in ihrer konstituierenden Sitzung als Nachfolger Herbert Wehners zu ihrem Vorsitzenden.“ Die Führung der SPD-Bundestagsfraktion übte Hans-Jochen Vogel insgesamt acht Jahre bis 1991 aus.
Nachdem die SPD die Regierungsmacht verloren hatte, war es Vogels vorrangiges Ziel, die SPD-Fraktion zusammenzuhalten und zu einem „Zentrum der Integration und der Erneuerung der Gesamtpartei“ zu machen. Mit der weitgehend einmütigen Entscheidung des SPD-Parteitags im November 1983 gegen die Stationierung amerikanischer Pershing II-Raketen in der Bundesrepublik wurde dazu ein Grundstein gelegt. Überparteiliche Akzente setzte Vogel mit der Unterstützung der Wahl und Wiederwahl Richard von Weizsäckers zum Bundespräsidenten.
Als herben Einschnitt in sozialdemokratische Initiativen für mehr betriebliche Mitbestimmung verzeichnet Vogel den Skandal um Korruption, Missmanagement und Abwicklung bei der Wohnungsbaugesellschaft Neue Heimat, die den Gewerkschaften und der SPD nahestand: „Die Auswirkungen waren verheerend. Sie diskreditierten für geraume Zeit den Mitbestimmungsgedanken.“ Nach der Nuklearkatastrophe von Tschernobyl im April 1986 unterstützte Vogel auf dem Nürnberger Parteitag Ende August die Abkehr der SPD von der Kernenergie und das Vorhaben, binnen zehn Jahren für den vollständigen Ausstieg daraus zu sorgen. Im Vorfeld zur Bundestagswahl 1987 bot die SPD-Wahlkampfführung aber kein geschlossenes Bild, was dazu beitrug, dass der Kanzlerkandidat Johannes Rau mit der SPD noch hinter Vogels Ergebnis von 1983 zurückblieb.

### Parteivorsitzender

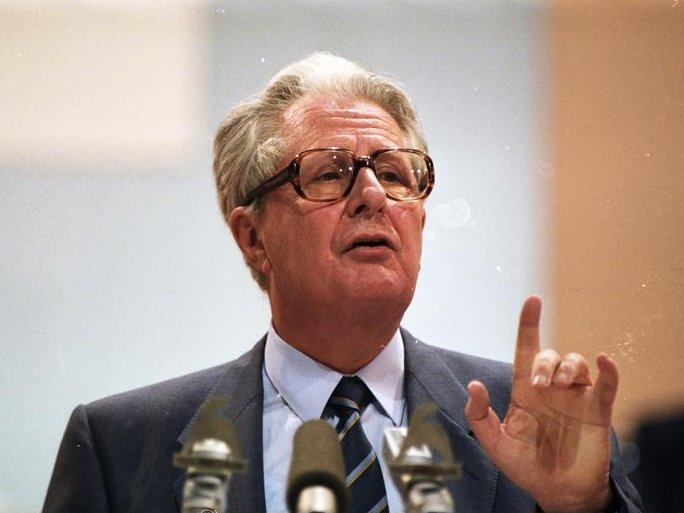
Hans-Jochen Vogel auf einem SPD-Parteitag, 1988

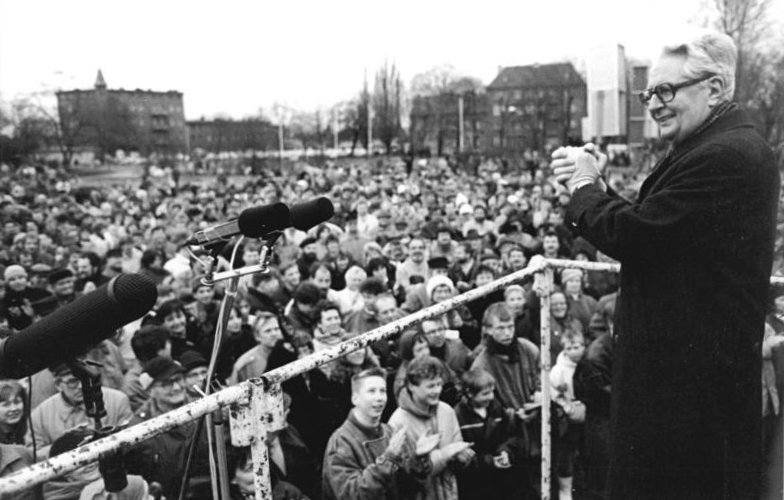
Hans-Jochen Vogel auf einer Wahlkundgebung der SPD der DDR, 1990

Zwei Tage nach der verlorenen Bundestagswahl bestätigte die SPD-Fraktion Hans-Jochen Vogel im Amt des Fraktionsvorsitzenden. Wenige Wochen später war nach dem Rücktritt Willy Brandts am 23. März 1987 auch das Amt des Parteivorsitzenden neu zu besetzen. Der von Brandt im Sinne eines Generationswechsels gern gesehene Oskar Lafontaine sagte ebenso ab wie der gleichfalls in Frage kommende Johannes Rau. „Ein drittes Mal in sieben Jahren stand ich nach der Berliner Kandidatur und der Kanzlerkandidatur vor der Situation, daß eine Aufgabe auf mich zukam, die kein anderer übernehmen wollte. Deshalb sagte ich ja.“ Als wichtige parteispezifische Themen und Handlungsfelder in der ersten Phase nach dieser zusätzlichen Amtsübernahme nennt Vogel die Fertigstellung des seit 1985 in diversen Treffen vorbereiteten Gemeinsamen Papiers von SPD und SED, die Einführung einer Frauenquote und den Abschluss der Arbeiten zu einem neuen SPD-Grundsatzprogramm. Der vom Münsteraner SPD-Parteitag 1988 angenommene Quotierungsschlüssel sah vor, dass Frauen in Parteifunktionen ab 1994 und bei den Mandaten ab 1998 mindestens zu jeweils 40 Prozent vertreten sein müssten – eine Vorgabe, die laut Vogel zwar nicht vollends erfüllt wurde, aber diesbezüglich doch manches bewirkt habe. So stieg zum Beispiel der Frauenanteil in der SPD-Bundestagsfraktion auf mehr als ein Drittel.
Dass die Überwindung der deutschen Teilung noch vor dem 21. Jahrhundert kommen könnte, zog Vogel nach eigenem Bekunden mit Blick auf Gorbatschows Reformpolitik und die Entwicklung in Polen zuerst an der Jahreswende 1988/89 in Betracht. Die Neugründung einer sozialdemokratischen Partei in der DDR (SDP) am 7. Oktober 1989, dem 40. Jahrestag der DDR-Gründung, begrüßte die westdeutsche SPD unter Vogel schon am Folgetag. Im Unterschied zu den Blockparteien und zumal zur SED-Nachfolgepartei PDS habe der SDP anfänglich weder überkommenes Vermögen noch ein Mitgliederbestand zur Verfügung gestanden: „Die Sozialdemokratie in den heutigen neuen Bundesländern hat in Schwante bei Null begonnen.“ Bei Bekanntwerden der DDR-Grenzöffnung am 9. November 1989 äußerte Vogel in einer kurzen Erklärung für die SPD-Bundestagsfraktion unter anderem: „Der bewegende Appell von Christa Wolf vom gestrigen Abend hat damit eine konstruktive Antwort gefunden. Wir respektieren auch die Entscheidung derer, die zu uns kommen. Sie machen von einem verbrieften Grundrecht Gebrauch. Aber wir bitten sie, zu überlegen, ob jetzt nicht die Hoffnung für die Zukunft in der DDR stärker geworden ist.“ Den von Oskar Lafontaine alsbald vorgeschlagenen Zuzugsrestriktionen für DDR-Bürger, die nun ja ohne Gefahr daheimbleiben könnten, widersetzte sich das SPD-Präsidium mit Vogel an der Spitze nahezu geschlossen. Hinsichtlich des deutschen Einigungsprozesses zielte Vogel am 27. November 1989 auf eine Konföderation von Bundesrepublik und DDR als Vorstufe zur Schaffung eines geeinten Deutschlands in einem geeinten Europa.
Neue Uneinigkeit mit dem inzwischen zum SPD-Kanzlerkandidaten für die kommende Bundestagswahl bestimmten Lafontaine ergab sich, als dieser die einhellige Ablehnung des Vertrags über die Währungs-, Wirtschafts- und Sozialunion mit der DDR durch die SPD-Bundestagsfraktion einforderte. Bei der ersten gesamtdeutschen Bundestagswahl nach dem Vollzug der staatlichen Wiedervereinigung Deutschlands kam die unterdessen ebenfalls fusionierte SPD mit Lafontaine auf 33,5 Prozent der Stimmen, ein Minus von 3,5 Prozentpunkten im Vergleich zur vorherigen Bundestagswahl. Die von Vogel ihm angetragene Übernahme von Partei- und Fraktionsvorsitz lehnte Lafontaine nach kritischen innerparteilichen Stimmen zu seinem Agieren als Kanzlerkandidat ab, so dass der von Vogel nun forcierte Generationswechsel auf Björn Engholm zulief, der auf dem Bremer Parteitag Ende Mai 1991 gewählt wurde. Nachdem Hans-Jochen Vogel am 28. Oktober 1991 seinen Verzicht auf die Bestätigung als Vorsitzender der SPD-Bundestagsfraktion erklärt hatte, wurde am 12. November Hans-Ulrich Klose zu seinem Nachfolger gewählt. Vogel im Rückblick: „Meine Maxime war, man müsse gehen, solange man seinen Mitmenschen die Bekundungen des Bedauerns noch glauben könne.“ In diesen Tagen habe er auch den Beschluss gefasst, 1994 nicht mehr für den Bundestag zu kandidieren.

## Gesellschaftspolitisches Wirken

### Analysen und Standortbestimmungen
Stadtentwicklungsprobleme
Während der gut sechseinhalb Jahrzehnte seiner SPD-Mitgliedschaft hat Hans-Jochen Vogel eine Reihe von über die politischen Tagesgeschäfte hinausweisenden Standortbestimmungen und perspektivischen Einschätzungen publiziert. So hat er, seine Münchner Oberbürgermeister-Amtszeit resümierend und neuere Stadtentwicklungstendenzen verallgemeinernd, 1972 die Ansicht geäußert, dass der durch naturwissenschaftlichen Erkenntniszuwachs beschleunigte Wandel des städtischen Lebens „ein Menschheitsproblem ersten Ranges“ darstelle. Luftverschmutzung, Raubbau an Boden, Flora und Fauna bedrohten das ökologische Gleichgewicht auf irreparable Weise. „Die Krise ist die Krise des über seine Grenzen hinauswuchernden ökonomischen Systems, es ist die Krise der ökonomischen Stadt. Sie besteht darin, daß auch in unseren Städten die Zuwachsrate das ausschlaggebende Entscheidungskriterium darstellt. Alles was die Zuwachsrate des Sozialprodukts, des Konsums, des Profits steigert, ist gut und geschieht, alles was die Zuwachsrate auch nur abflacht, ist schlecht und unterbleibt.“
Gesellschaftliches Leitbild
Bei den innerparteilichen SPD-Flügelkämpfen bezog Vogel aufgrund seiner Münchner Erfahrungen um die Mitte der 1970er-Jahre zugunsten des Seeheimer Kreises Stellung. Zu den wichtigen von diesem Kreis vertretenen Positionen zählt Vogel einerseits „die Identifizierung mit dem Staat des Grundgesetzes ungeachtet seiner Mängel und Unzulänglichkeiten, die Charakterisierung des demokratischen Sozialismus als dauernde Aufgabe und nicht als verdinglichter Endzustand, die Überwindung der Gleichsetzung von Sozialismus und Sozialisierung, die Ablehnung einer zentralisierten Verwaltungswirtschaft zugunsten einer ‚kontrollierten‘ Marktwirtschaft, die Bejahung der Pluralität der Begründungen für die Grundwerte und Grundforderungen und die entschiedene Ablehnung ideologischer Monopole und absoluter Wahrheitsansprüche“ – sowie andererseits Reformvorstellungen, die Lebensqualität gegenüber reinen Wachstumsvorstellungen priorisierten, die Ansätze für eine „realistische Umweltpolitik“ enthielten, eine Humanisierung der Arbeitswelt, den Ausbau der Arbeitnehmer-Mitbestimmung und -Beteiligung am Produktivvermögen sowie eine verstärkte Bürgerbeteiligung vorsahen.
Umgang mit Protestbewegungen und Regelverletzungen
In einem Referat für den Bergedorfer Gesprächskreis über Jugendprotest, Wertwandel und politische Kultur, vertrat Vogel 1981 die Auffassung, dass die jüngeren gesellschaftlichen Protestbewegungen nicht grundlos auf ein höheres Gefährdungspotential reagierten, wie es sich etwa in der Atomenergie oder in der sich abzeichnenden gentechnischen Vorprogrammierung menschlicher Lebewesen zeige. Im Umgang mit Protestbewegungen mahnte Vogel zur Wahrung der Verhältnismäßigkeit der Mittel. Zwar sei das Gewaltmonopol des Staates eine unbedingt schützenswerte Errungenschaft (und die Alternative dazu das Austragen politischer Auseinandersetzungen mit Steinen und Waffen auf der Straße); angesichts einer großen Mehrheit auf Gewaltvermeidung bedachter Demonstranten nicht nur in der Friedensbewegung seien massive Polizeieinsätze aber eher Treiber einer Gewaltspirale.

„Was die gewaltlosen Regelverletzungen angeht, so muß auch dagegen mit den Mitteln des Rechts vorgegangen werden. Aber dabei kommt es darauf an, Glaubwürdigkeit in beide Richtungen zu wahren und auch hier die Verhältnismäßigkeit im Auge zu behalten. Ich selbst bin Adressat intensiver Belehrungen, wie sehr das Rechtsbewusstsein etwa durch Hausfriedensbrüche tangiert werde und welch schlimme Folgen dies habe. Ich nehme solche Belehrungen durchaus ernst. Aber ich frage mich mitunter, warum diese Art von Regelverletzungen auf eine so nachhaltige und von Emotionen begleitete Aufmerksamkeit stößt, während gleichzeitig Steuerhinterziehungen, Wirtschaftsdelikte und Steuerprobleme, die alle demokratischen Parteien gemeinsam haben, ein weit geringeres Maß an emotionaler Empfindlichkeit auslösen. Nach dem Strafgesetzbuch ist die gewaltlose Regelverletzung ‚Steuerhinterziehung‘ wesentlich höher zu bewerten als die gewaltlose Regelverletzung ‚Hausfriedensbruch‘. Man müßte eigentlich erwarten, daß der Grad der öffentlichen Erregung, insbesondere in den Medien, sich auch an der Schwere der Regelverletzung orientieren würde.“

Demokratie-Stabilisatoren
In dem mit Rita Süssmuth herausgegebenen Band 3 der Schriftenreihe des Vereins Gegen Vergessen – Für Demokratie zog Hans-Jochen Vogel 1999 als Vorsitzender des Vereins ein positives Resümee hinsichtlich des Gelingens der zu diesem Zeitpunkt ein halbes Jahrhundert alten deutschen Nachkriegsdemokratie. Im Vergleich zur Weimarer Republik hätten mehrere Elemente verfassungsseitig stabilisierend gewirkt, darunter: dass der Bundeskanzler anders als zu Weimarer Zeiten der Reichskanzler auf die Unterstützung des Staatsoberhaupts in der Regierungspraxis nicht angewiesen ist; die Einführung des konstruktiven Misstrauensvotums; die starke Stellung des Bundesverfassungsgerichts als Hüter des Grundgesetzes (GG). Ebenfalls demokratieförderlich habe sich die föderale Struktur gezeigt, die eine ortsnähere politische Kontrolle ermögliche als der zentralisierte Einheitsstaat und zudem Identifikationsangebote und politische Mitwirkungsanreize in Ländern und Gemeinden bereithielte. Besondere Bedeutung weist Vogel der Wertgebundenheit der grundgesetzlichen Ordnung zu, wie sie in den Grundrechten und deren Garantie durch Art. 79 des Grundgesetzes zum Ausdruck komme und wegweisend in Art. 1 GG, der betont der NS-Vergangenheit abschwöre und für die Zukunft statuiere: „Die Würde des Menschen ist unantastbar.“
Eine Stärkung der unmittelbaren Bürgerbeteiligung auch auf Bundesebene ist aus Vogels Sicht im Zuge der Wiederherstellung der deutschen Einheit verpasst worden. Für den Fortgang der europäischen Einigung etwa, meint Vogel, hätte bei der Einführung des Euro ein deutschlandweiter Volksentscheid dem verbreiteten Eindruck von Fremdbestimmung vorgebeugt. Den Parteien wies Vogel bei aller berechtigten Kritik an Missständen eine zentrale Rolle im politischen System zu: „Wahr ist auch, dass die Parteien für eine funktionierende Demokratie unentbehrlich sind, und dass rund anderthalb Millionen Mitbürgerinnen und Mitbürger in ihnen das tun, wozu sich Kritiker in der Regel nicht entschließen können, nämlich sich dort für das Gemeinwesen und die Verwirklichung konkreter politischer Ziele zu engagieren, die meisten von ihnen, ohne dass sie davon irgendeinen materiellen Vorteil haben.“
Neue politische Herausforderungen
Mit Sorge betrachtete Hans-Jochen Vogel Tendenzen, „die uns in Richtung einer Gesellschaft treiben, in der der Markt – überaus nützlich und anderen wirtschaftspolitischen Instrumenten überlegen – seine Rolle als Instrument abstreift und sich als zuständige und letzte Instanz für alle gesellschaftlichen Entscheidungen etabliert.“ Dem gelte es auf nationaler, europäischer und globaler Ebene entgegenzutreten.
In einem Zeitungsinterview aus Anlass seines 90. Geburtstags bekräftigte Hans-Jochen Vogel, dass Freiheit, Gerechtigkeit, Solidarität und Einsatz für die Schwächeren für ihn wie seit 150 Jahren die Kernwerte der Sozialdemokratie seien. Einkommensdiskrepanzen zwischen Unternehmensvorständen und Facharbeitern, die neuerdings teilweise auf das Zweihundert- und Dreihundertfache hinausliefen, sah Vogel mit Sorge und meint, dass an solchen Einkommenssteigerungen jedenfalls das Gemeinwesen durch Besteuerung stärker zu beteiligen sei. Tatsächlich sei hingegen der Lohnsteueranteil am Gesamtaufkommen seit 1960 von 12,2 Prozent auf 26,1 Prozent gestiegen, der Anteil der Unternehmenssteuern von 19,9 Prozent auf 9,9 Prozent gefallen.
Bei der Bewältigung des Flüchtlingszustroms nahm Vogel ein Spannungsverhältnis zwischen dem mitmenschlich Gebotenen und dem tatsächlich Leistbaren wahr: „Wenn es nicht gelingt, die Zahl derer, die Tag für Tag bei uns Aufnahme suchen, deutlich geringer werden zu lassen, wird es sehr schwierig.“ Die zunehmende Anzahl von Problemen, die nur auf der Weltebene bewältigt werden könnten, komplizieren laut Vogel das gegenwärtige politische Geschäft im Vergleich zu der Zeit, als er selbst in der politischen Verantwortung stand. „Globalisierung und Digitalisierung sind zwei Entwicklungen, die die politische Arbeit schwerer machen.“
Anlässlich der Einführung eines Mietpreisdeckels in Berlin, gegen den aus Vogels Sicht ernste verfassungsrechtliche Bedenken sprechen, stellte Hans-Jochen Vogel im Interview mit der Zeit seine Vorstellungen für eine langfristige Rückkehr zu sozial verträglichen Mieten auch in Metropolen vor. Dabei sprach er sich für eine „neue und gerechte Bodenordnung“ aus, die nicht den Marktmechanismen verhaftet ist und die sich der Bodenspekulation entzieht. Dafür würde es laut Vogel genügen, wenn Städte und Gemeinden ihren Anteil an Grund und Boden, der für Wohnungsbau relevant ist, auf 20 bis 40 Prozent erweiterten und damit die Mietenhöhe entscheidend beeinflussten. Das einmal Erworbene dürfe die Gemeinde „nie mehr hergeben“ und Grundstücke immer nur zeitlich befristet im Rahmen des Erbbaurechts zur Verfügung stellen. Neben Erfassung und Ankauf teils erheblicher Freiflächen in den Städten durch die öffentliche Hand sprach Vogel sich dafür aus, dass Deutsche Bahn und Bundeswehr ihren Flächenbesitz an die Gemeinden abtreten und dass zudem Wohnhäuser in Privatbesitz zugekauft werden. Außerdem plädierte Vogel dafür, die Gewinne aus Bodenpreissteigerungen, die durch Umwidmungen in Bauland entstehen, bei den privaten Bodeneigentümern zu 100 Prozent abzuschöpfen. Als Beispiel für eine Bodenpolitik nach seinen Vorstellungen verwies Hans-Jochen Vogel auf Wien, wo man seit etwa 100 Jahren entsprechend vorgehe.

### Öffentliche Engagements
| 1970 bis 2020 | Mitglied des Kuratoriums der Friedrich-Ebert-Stiftung |
| 1993 bis 2000 | Mitbegründer und Vorsitzender der Vereinigung „Gegen Vergessen – Für Demokratie“                                                                          |
| 1994 bis 2013 | Nichtberufliches Mitglied des Bayerischen Verfassungsgerichtshofs                                                                                         |
| 1995 bis 2004 | Mitglied des Beirats der vom Bundespräsidenten berufenen Parteienfinanzierungskommission                                                                  |
| 1995 bis 2008 | Mitglied des Kuratoriums der Stiftung Frauenkirche Dresden                                                                                                |
| 1996 bis 2006 | Mitglied des Kuratoriums des Dokumentationszentrums Reichsparteitagsgelände in Nürnberg                                                                   |
| 1996 bis 2020 | Mitglied des Beirats der Weißen Rose Stiftung |
| 1999 bis 2004 | Mitglied des Kuratoriums des Vereins zur Förderung der Ausstellung Vernichtungskrieg. Verbrechen der Wehrmacht 1941–1944                                  |
| 1999 bis 2008 | Mitglied des Kuratoriums der Ludwig-Maximilians-Universität München                                                                                       |
| 2000 bis 2020 | Mitglied des Ehrenrats von AMCHA Deutschland zur Unterstützung des gleichnamigen israelischen Zentrums zur psychosozialen Hilfe für Holocaust-Überlebende |
| 2000 bis 2001 | Mitglied und Stellvertretender Vorsitzender der Unabhängigen Zuwanderungskommission                                                                       |
| 2001 bis 2005 | Mitglied des Nationalen Ethikrates |
| 2002 bis 2020 | Mitglied des Kuratoriums der Eugen-Biser-Stiftung |
| 2005 bis 2020 | Mitglied und Stellvertretender Vorsitzender des NS-Dokumentationszentrums München                                                                         |
| 2006 bis 2012 | Mitglied des Stiftungsrates der Thomas-Wimmer-Stiftung |

## Ehrungen
|                    | Internationale Orden                                                                        |
| ------------------ | ------------------------------------------------------------------------------------------- |
| 23. November 1962  | Frankreich: Komturkreuz des Ordens der Ehrenlegion                                          |
| 1964 bis 1980      | Mehrere päpstliche Medaillen                                                                |
| 22. Januar 1965    | Großbritannien: Komturkreuz des Ordens des Britischen Reiches                               |
| 10. Januar 1968    | Italien: Großoffizierkreuz des Verdienstordens der Italienischen Republik                   |
| 2. August 1972     | Belgien: Komturkreuz des Leopold-Ordens                                                     |
| 17. August 1989    | Portugal: Komturkreuz des Ordens „Infante Dom Henrique“                                     |
| 12. November 1993  | Österreich: Großes Goldenes Ehrenzeichen am Bande für Verdienste um die Republik Österreich |
| 22. Juli 2010      | Italien: Großer Verdienstorden des Landes Südtirol                                          |
|                    | Deutsche Orden                                                                              |
| 1972               | Bundesverdienstkreuz                                                                        |
| 1975               | Großes Verdienstkreuz                                                                       |
| 1977               | Großes Verdienstkreuz mit Stern und Schulterband                                            |
| 8. Januar 1986     | Großkreuz des Verdienstordens der Bundesrepublik Deutschland                                |
|                    | Bayerische Orden und Ehrungen                                                               |
| 22. Juni 1967      | Bayerischer Verdienstorden                                                                  |
| o. J.              | Goldenes kommunales Ehrenzeichen des Freistaates Bayern                                     |
| o. J.              | Verfassungsmedaille des Bayerischen Landtags                                                |
|                    | Ehrungen und Preisverleihungen                                                              |
| 30. Juni 1972      | Ehrenbürger der Landeshauptstadt München                                                    |
| 8. Mai 1973        | Ludwig-Thoma-Medaille                                                                       |
| 1980               | Marie-Juchacz-Plakette                                                                      |
| 1994               | Ernst-Reuter-Plakette                                                                       |
| 15. Oktober 1988   | Waldemar-von-Knoeringen-Preis der Georg-von-Vollmar-Akademie                                |
| 24. Juni 1992      | Ehrenring des Deutschen Handwerks                                                           |
| 23. September 1996 | Mannheimer Medaille                                                                         |
| 3. November 1996   | Wenzel-Jaksch-Preis                                                                         |
| 1996               | Wilhelm-Hoegner-Preis                                                                       |
| 2. Dezember 1998   | Heinz-Galinski-Preis                                                                        |
| 10. Dezember 2000  | Theo-Hespers-Plakette                                                                       |
| 30. Oktober 2001   | Leo-Baeck-Preis                                                                             |
| 2003               | Albert-Schulz-Preis                                                                         |
| 18. Oktober 2005   | Max-Friedlaender-Preis                                                                      |
| Juni 2006          | Freundeszeichen der Katholischen Akademie in Bayern                                         |
| 12. September 2007 | Regine-Hildebrandt-Preis                                                                    |
| 27. November 2007  | Leibniz-Ring-Hannover, gemeinsam mit seinem Bruder                                          |
| 13. März 2008      | Heinrich-Albertz-Friedenspreis                                                              |
| 5. März 2009       | Oswald-von-Nell-Breuning-Preis der Stadt Trier, gemeinsam mit seinem Bruder                 |
| 1. Dezember 2009   | Wilhelm-Leuschner-Medaille                                                                  |
| 23. Oktober 2010   | Brückenpreis der Stadt Regensburg, gemeinsam mit seinem Bruder                              |
| 18. Oktober 2012   | Simon-Snopkowski-Preis, gemeinsam mit seinem Bruder                                         |
| 11. Mai 2013       | Deutscher Staatsbürgerpreis, gemeinsam mit seinem Bruder                                    |
| 29. Juni 2014      | Ohel-Jakob-Medaille in Gold der Israelitischen Kultusgemeinde München und Oberbayern        |
| 4. Februar 2021    | Ein Teil des Coubertinplatzes im Olympiapark wird zu Hans-Jochen-Vogel-Platz umbenannt.     |

Hans-Jochen Vogel war Ehrenmitglied der SPD-Grundwertekommission.

## Privatleben

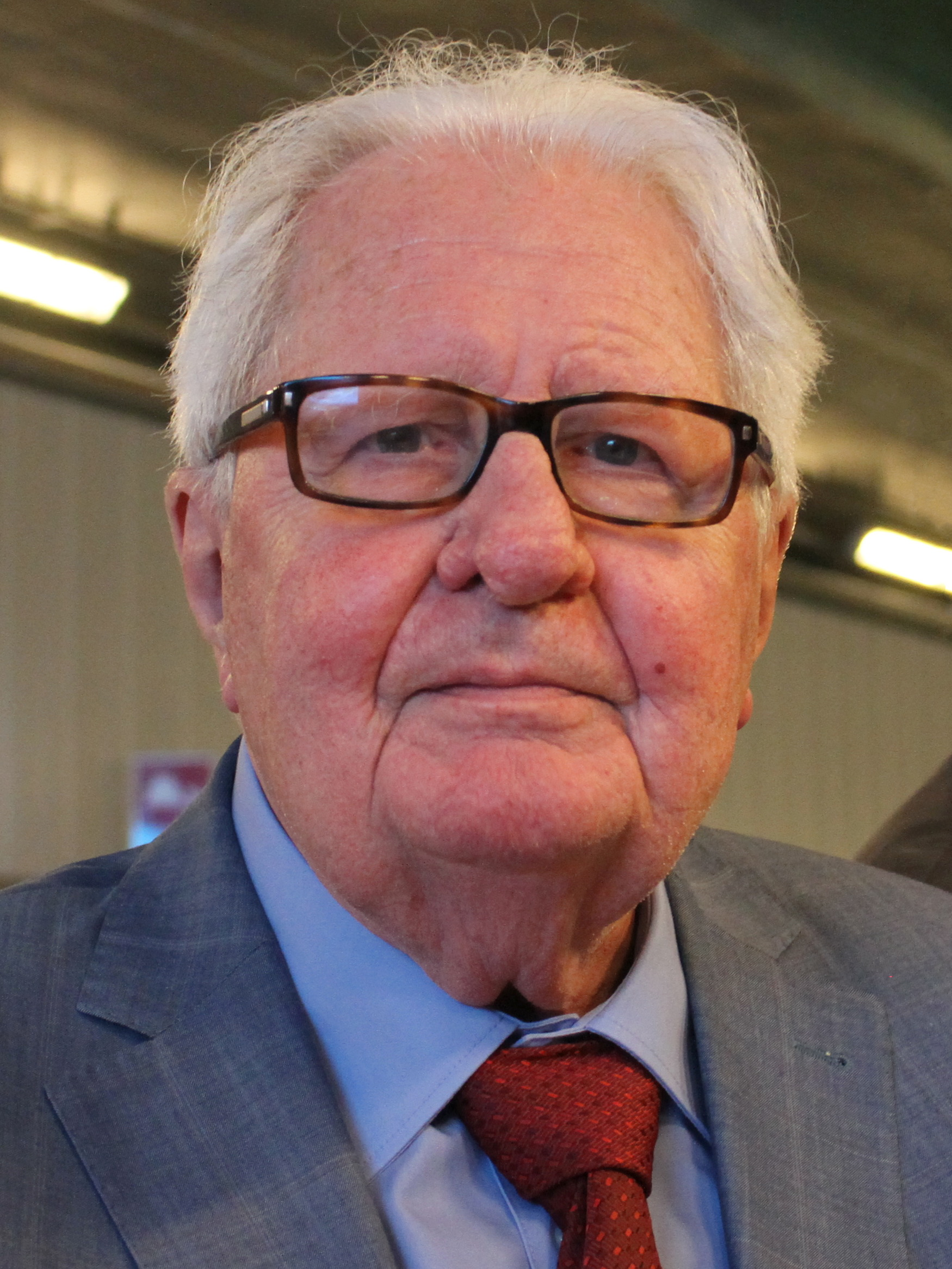
Hans-Jochen Vogel (2015)

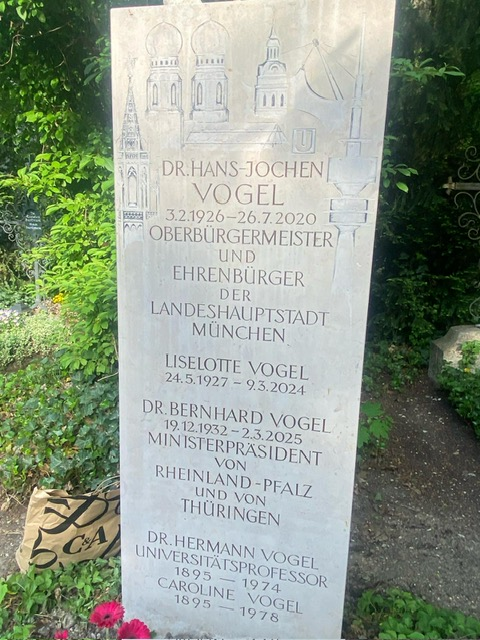
Der Grabstein von Hans-Jochen Vogel mit seiner 2024 verstorbenen Frau Liselotte, seinem 2025 verstorbenen Bruder Bernhard und seinen Eltern Hermann und Caroline Vogel auf dem Bogenhausener Friedhof in München

Hans-Jochen Vogels Ehe mit seiner ersten Frau Ilse wurde 1949 geschlossen und 1971  geschieden. Aus der Ehe gingen drei Kinder, zwei Töchter und ein Sohn, hervor. Ab 1972 war Vogel in zweiter Ehe mit Liselotte Vogel († 2024) verheiratet.
Anfang 2006 zog das Ehepaar Vogel aus seiner Münchner Wohnung in ein Wohnstift der Augustinum-Gruppe in München um. Das Ehepaar thematisierte diesen frühen Umzugsentschluss aus eigenem Antrieb in Interviews; Liselotte Vogel verfasste darüber ein Buch. 2015 machte Hans-Jochen Vogel seine Parkinson-Erkrankung öffentlich.
Sein jüngerer Bruder Bernhard (1932–2025) war CDU-Mitglied und war viele Jahre lang Ministerpräsident von Rheinland-Pfalz und Thüringen.
Hans-Jochen Vogel war engagierter Katholik. Benedikt Zenetti, Abt der Benediktinerabtei St. Bonifaz in München von 1872 bis 1904, war ein Urgroßonkel von Hans-Jochen und Bernhard Vogel.
Am 26. Juli 2020 verstarb Hans-Jochen Vogel nach langer Parkinson-Erkrankung im Alter von 94 Jahren in München. Seine letzte Ruhestätte fand er auf dem Bogenhausener Friedhof in München.

## Schriften
- als Mitarbeit mit Walter Gollwitzer bei Artur Kääb und Walter Rösch: Bayerisches Landesstraf- und Verordnungsgesetz, Kommentar, Verlag C. H. Beck, 2. völlig neubearbeitete Auflage, München 1967
- Städte im Wandel (1971)
- Die Amtskette. Meine zwölf Münchner Jahre. Süddeutscher Verlag, München 1972, ISBN 3-7991-5685-2.
- Reale Reformen. Beiträge zu einer Gesellschaftspolitik der neuen Mitte. Piper, München 1973, ISBN 3-492-00360-5.
- Handbuch des Verfassungsrechts der Bundesrepublik Deutschland. (Mitherausgeber und Verfasser des Beitrages Die bundesstaatliche Ordnung des Grundgesetzes), 2. Auflage (1994)
- Nachsichten. Meine Bonner und Berliner Jahre. Piper, München 1996, ISBN 3-492-03828-X.
- Hans-Jochen Vogel; Klaus Schönhoven (Hrsg.): Frühe Warnungen vor dem Nationalsozialismus. Ein historisches Lesebuch. Mit einem Geleitwort von Rita Süssmuth. Dietz Verlag, Bonn 1998, ISBN 3-8012-0262-3.[54]
- Demokratie lebt auch vom Widerspruch. Pendo, Zürich/München 2001, ISBN 3-85842-393-9.
- Politik und Anstand – Warum wir ohne Werte nicht leben können. Herder, Freiburg 2005, ISBN 3-451-28608-4.
- mit Bernhard Vogel: Deutschland aus der Vogelperspektive. Eine kleine Geschichte der Bundesrepublik. Verlag Herder, Freiburg 2007, ISBN 3-451-29280-7.
- Maß und Mitte bewahren. Reden des Münchner Oberbürgermeisters 1960–1972. Herbert Utz Verlag, München 2010, ISBN 978-3-8316-0979-6
- mit Sandra Maischberger: Wie wollen wir leben? Was unser Land in Zukunft zusammenhält. Siedler, München 2011, ISBN 978-3-88680-991-2.
- mit Erhard Eppler und Wolfgang Thierse: Was zusammengehört. Die SPD und die deutsche Einheit 1989/90. Herder, Freiburg/Basel/Wien 2014, ISBN 978-3-451-33381-1.
- Von rohen Sitten und hohlen Köpfen. Kuriose königlich bayerische Rechtsvorschriften. Rosenheimer Verlagshaus, Rosenheim 2016, ISBN 978-3-475-54517-7.
- Es gilt das gesprochene Wort. Reden, Grundwerte, Würdigungen. Herder, Freiburg im Breisgau 2016, ISBN 978-3-451-34895-2.
- Mehr Gerechtigkeit! Wir brauchen eine neue Bodenordnung – nur dann wird auch Wohnen wieder bezahlbar. Herder, Freiburg/Basel/Wien 2019, ISBN 978-3-451-07216-1.[55][56]